# 금정사 (동래구)
금정사(金井寺)는 부산광역시 동래구 우장춘로 157-79에 있는 사찰이다. 금정산 남쪽에 있는 금강공원의 입구에서 5분 거리에 있다.

## 역사
구전에 현재 금정사가 있는 곳이 절골이었다는 것으로 보아 예전에도 사찰이 있었던 자리였으리라 짐작된다. 지금으로부터 1백여 년 전, 이곳은 부산 동래부의 사형집행장이어서 인적이 드물었는데, 승려 금우가  이곳에 토굴을 짓고 원혼들을 달래주는 기도를 시작했다. 이후 신도들이 모여들어 1924년 금정사를 창건했다.
1950년 한국 전쟁 때, 당대의 고승들인 한암(1876~1951)·효봉(1888~1966)·경봉(1892~1982) 등이 금정사에 주석했다. 한국전쟁으로 합천 해인사 가야총림이 문을 닫고 스님들이 남하하게 되자 그 해 겨울 가야총림 방장 효봉은 금정사에, 그 제자 구산은 진주 응석사에 주석했다.
금정사는 1954년 승려 석주에 힘입어 본격적인 사찰을 모습을 갖추게 되었고 이때 선학원에 명의 등록했다.
1969년 대웅전을 짓고 1980년대 선방과 칠성각, 종각, 1991년 보제루, 식당, 요사채를 완성해 현재의 모습이 되었다.

## 소장 문화재
- 부산 금정사 목조아미타여래좌상 및 복장유물 - 부산광역시의 유형문화재 제115호 (2012년 10월 30일 지정)

## 참고 자료
- 불교저널/부산 금정사